# Europäische Keramikstraße

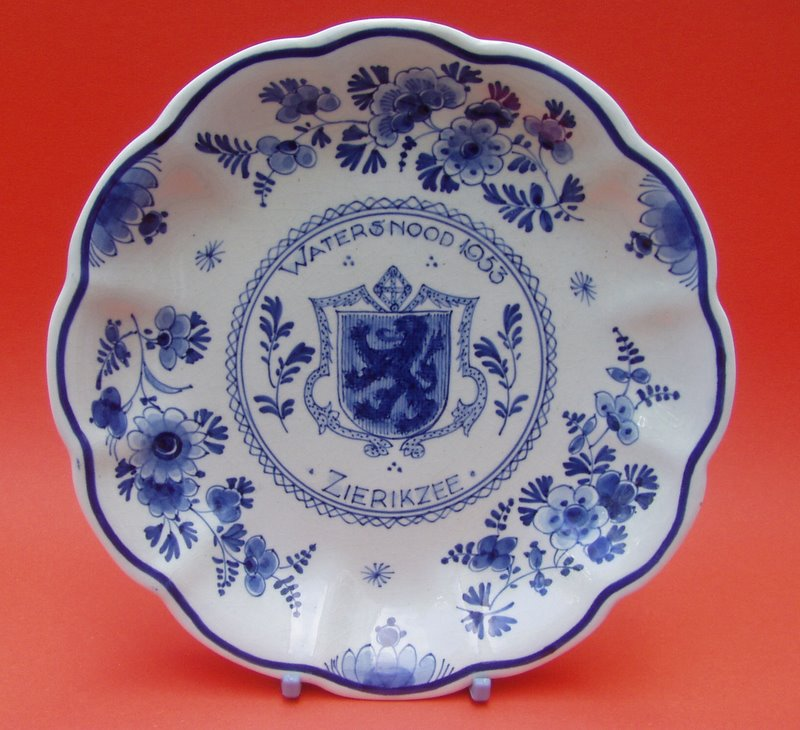
Ausgestellter Teller aus Delfter Porzellan

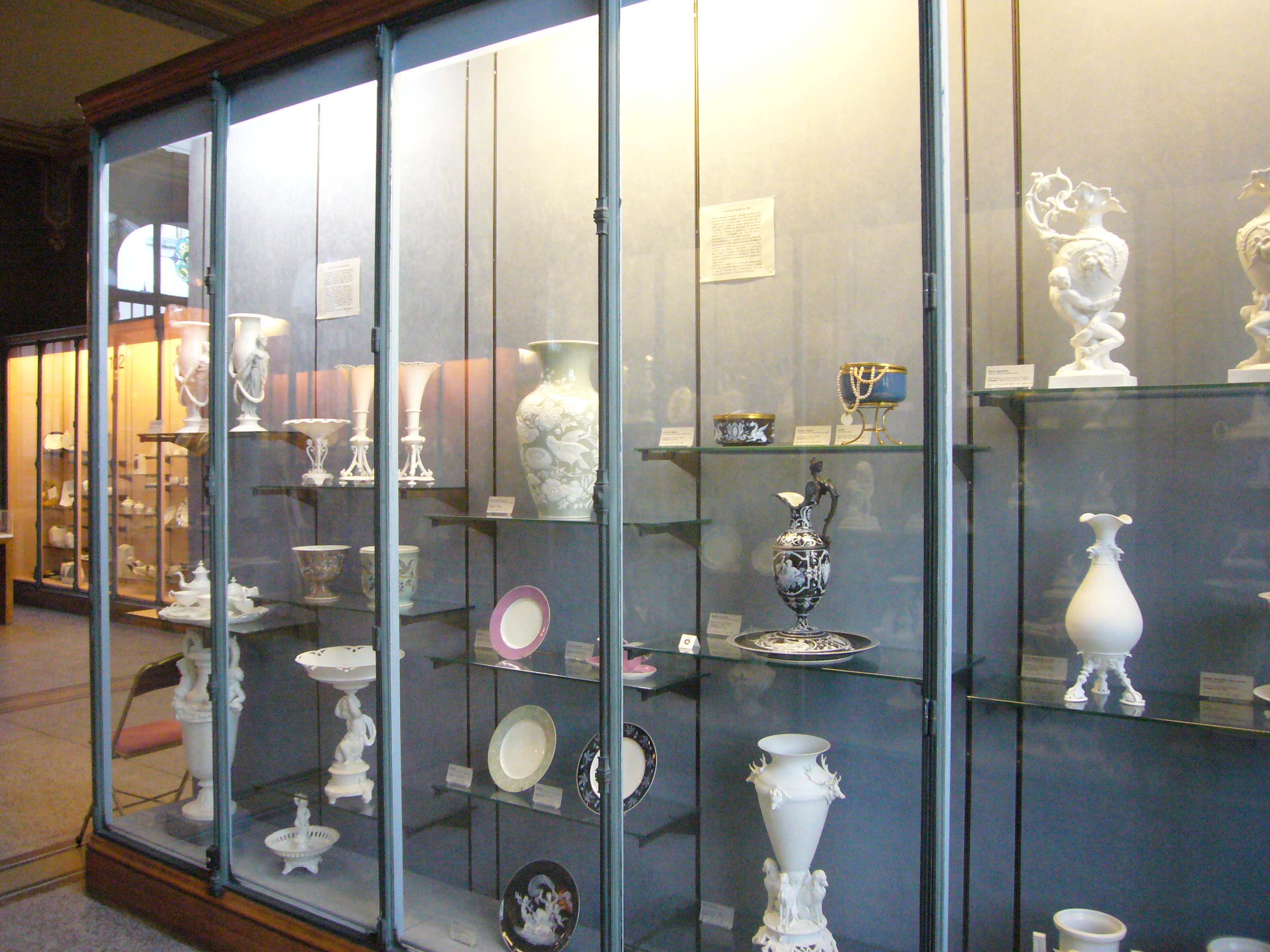
Ausstellung im Museum Adrien Dubouché in Limoges

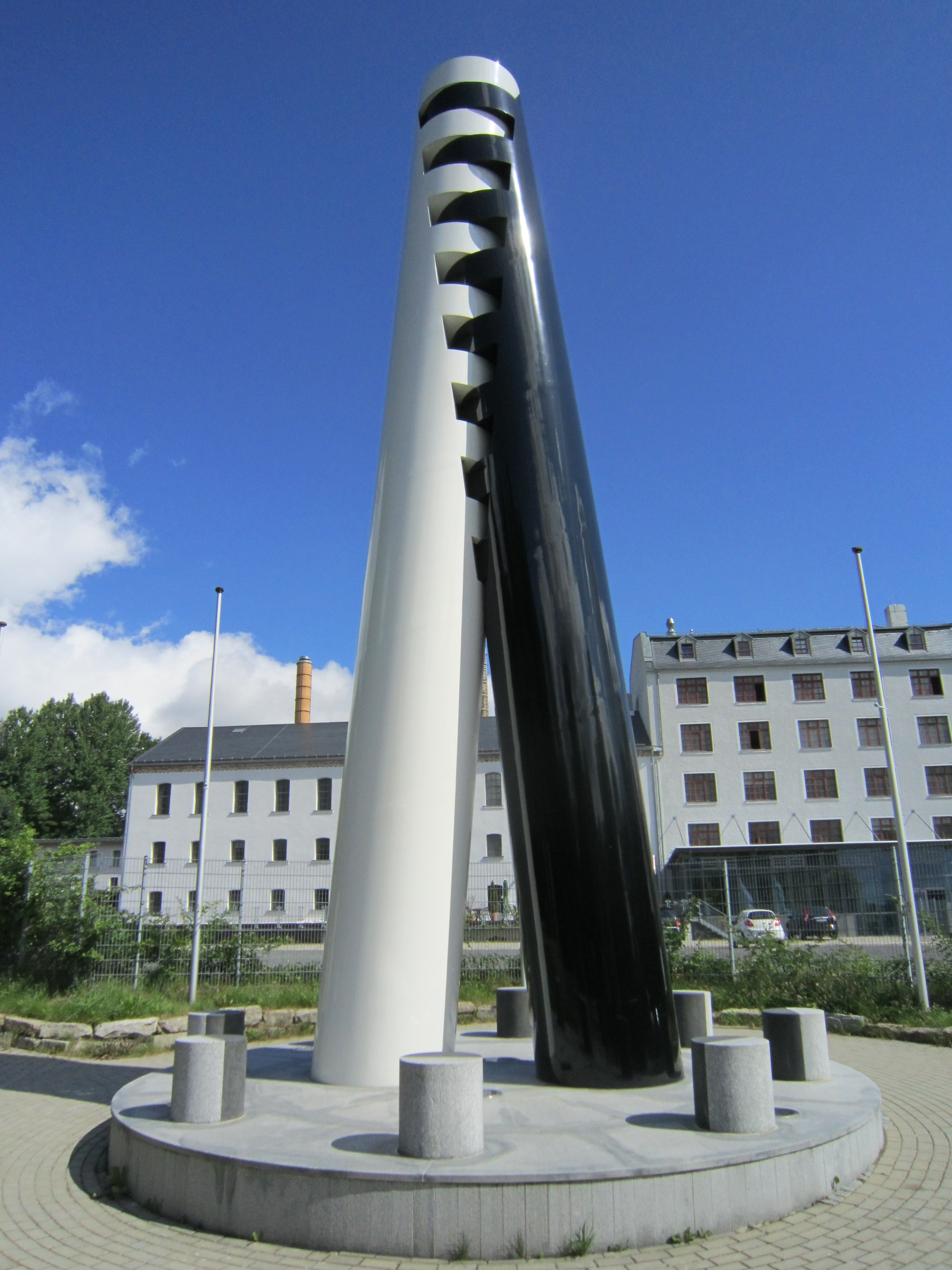
Porzellanikon in Selb

Die Europäische Keramikstraße (englisch: European Route of Ceramics) ist ein Kulturweg des Europarats, der vom Europarat 2012 zertifiziert wurde. Die Route wird vom Netzwerk „UNIC“ ("Urban Network for Innovation in Ceramics" = „Städtenetzwerk für Keramikinnovationen“) mit Sitz in Limoges unterstützt.
Die Europäische Keramikstraße bildet ein europäisches Netzwerk, durch das Kultur- und Industriestätten miteinander verbunden werden, die mit Keramikprodukten zu tun haben (Fabriken, Museen usw.). Das Erbe der Keramikproduktion soll den Bürgern Europas zugänglicher gemacht werden. Dieses Erbe soll sowohl physisch (durch Präsentation von Produkten) vermittelt werden als auch dadurch, dass Produktionswissen und -verfahren vermittelt werden.
Die Europäische Keramikstraße ist sowohl ein abfahrbarer Rundkurs als auch eine virtuelle Route. Sie ist Teil der Weltstraße der Keramik.

## Mitgliedsstädte und -institutionen der UNIC
Dem Netzwerk UNIC gehören die folgenden Städte an: Aveiro (Portugal), Castellón und Sevilla (Spanien), Cluj-Napoca (Rumänien), Delft (Niederlande), Faenza (Italien), Höhr-Grenzhausen (Deutschland), Limoges (Frankreich), Pécs (Ungarn) sowie Stoke-on-Trent (Großbritannien). 
Mitgliedsinstitutionen der UNIC sind das Museum Porzellanikon in Selb und Hohenberg an der Eger (Deutschland) sowie das Museum Zsolnay in Pécs. 
Zur Weltstraße der Keramik gehören außerdem Gangjin und Ichéon (Südkorea), Jingdezhen und Tangshan (China) sowie Seto (Japan).